# کن اوتسوی
کن اوتسوی (انگلیسی: Ken Utsui; ۲۴ اکتبر ۱۹۳۱ – ۱۴ مارس ۲۰۱۴) هنرپیشه اهل ژاپن بود. وی بین سال‌های ۱۹۵۲ تا ۲۰۱۴ میلادی فعالیت می‌کرد.
از فیلم‌ها یا برنامه‌های تلویزیونی که وی در آن نقش داشته‌است می‌توان به قطار سریع‌السیر (فیلم ۱۹۷۵) اشاره کرد.